# Andronico III di Trebisonda
Andronico III Comneno (in greco Ανδρόνικος Γ΄ Μέγας Κομνηνός?, Andronikos III Megas Komnēnos; 1310 circa – Sinope, 8 gennaio 1332) fu imperatore di Trebisonda dal 1330 fino alla sua morte.

## Biografia
Andronico III Comneno, era figlio di Alessio II Comneno, e della caucasica, Jiajak Jaqeli di Samtskhe-Saatabago.
Una delle prime cose che fece, quando divenne imperatore, fu quella di fare uccidere i suoi due fratelli (più giovani), Giorgio Azachoutlou Comneno e Michele Achpougas Comneno. Suo fratello Basilio Comneno e altri riuscirono a fuggire nell'impero bizantino, a Costantinopoli, dove probabilmente suo zio Michele Comneno, era già residente.
Andronico III morì nel 1332, dopo 20 mesi di regno, e riuscì a passare il trono al figlio illegittimo, Manuele II Comneno. I crimini di Andronico III avevano scioccato la gente di Trebisonda, al tal punto di averla divisa in fazioni, mettendo l'impero di Trebisonda sull'orlo della guerra civile. Le fonti che a noi oggi pervengono, non hanno conservato altri dettagli sulle circostanze del breve regno di Andronico III.

## Ascendenza
|                             |                 |                          | Genitori                     |  |  | Nonni |  |  | Bisnonni                |  |  | Trisnonni               |  |
|                             |                 |                          |                              |  |  |       |  |  | Manuele I di Trebisonda |  |  | Alessio I di Trebisonda |  |
|                             |                 |                          |                              |  |  |       |  |  | Manuele I di Trebisonda |  |  | Alessio I di Trebisonda |  |
|                             |                 | Teodora Axuchina         |                              |  |  |       |  |  | Manuele I di Trebisonda |  |  |                         |  |
| Giovanni II di Trebisonda   |                 |                          |                              |  |  |       |  |  | Manuele I di Trebisonda |  |  |                         |  |
|                             |                 | Irene Siricena           | …                            |  |  |       |  |  |                         |  |  |                         |  |
|                             |                 | Irene Siricena           | …                            |  |  |       |  |  |                         |  |  |                         |  |
|                             |                 | Irene Siricena           | …                            |  |  |       |  |  |                         |  |  |                         |  |
| Alessio II di Trebisonda    |                 | Irene Siricena           |                              |  |  |       |  |  |                         |  |  |                         |  |
|                             |                 | Michele VIII Paleologo   | Andronico Paleologo          |  |  |       |  |  |                         |  |  |                         |  |
|                             |                 | Michele VIII Paleologo   | Andronico Paleologo          |  |  |       |  |  |                         |  |  |                         |  |
|                             |                 | Michele VIII Paleologo   | Teodora Angelina Paleologina |  |  |       |  |  |                         |  |  |                         |  |
| Eudocia Paleologa           |                 | Michele VIII Paleologo   |                              |  |  |       |  |  |                         |  |  |                         |  |
|                             |                 | Teodora Ducena Vatatzina | …                            |  |  |       |  |  |                         |  |  |                         |  |
|                             |                 | Teodora Ducena Vatatzina | …                            |  |  |       |  |  |                         |  |  |                         |  |
|                             |                 | Teodora Ducena Vatatzina | …                            |  |  |       |  |  |                         |  |  |                         |  |
| Andronico III di Trebisonda |                 | Teodora Ducena Vatatzina |                              |  |  |       |  |  |                         |  |  |                         |  |
|                             | Sargis I Jaqeli | …                        |                              |  |  |       |  |  |                         |  |  |                         |  |
|                             | Sargis I Jaqeli | …                        |                              |  |  |       |  |  |                         |  |  |                         |  |
|                             | Sargis I Jaqeli | …                        |                              |  |  |       |  |  |                         |  |  |                         |  |
| Beka I Jaqeli               | Sargis I Jaqeli |                          |                              |  |  |       |  |  |                         |  |  |                         |  |
|                             |                 | …                        | …                            |  |  |       |  |  |                         |  |  |                         |  |
|                             |                 | …                        | …                            |  |  |       |  |  |                         |  |  |                         |  |
|                             |                 | …                        | …                            |  |  |       |  |  |                         |  |  |                         |  |
| Jiajak Jaqeli               |                 | …                        |                              |  |  |       |  |  |                         |  |  |                         |  |
|                             |                 | …                        | …                            |  |  |       |  |  |                         |  |  |                         |  |
|                             |                 | …                        | …                            |  |  |       |  |  |                         |  |  |                         |  |
|                             |                 | …                        | …                            |  |  |       |  |  |                         |  |  |                         |  |
| …                           |                 | …                        |                              |  |  |       |  |  |                         |  |  |                         |  |
|                             |                 | …                        | …                            |  |  |       |  |  |                         |  |  |                         |  |
|                             |                 | …                        | …                            |  |  |       |  |  |                         |  |  |                         |  |
|                             |                 | …                        | …                            |  |  |       |  |  |                         |  |  |                         |  |
|                             |                 | …                        |                              |  |  |       |  |  |                         |  |  |                         |  |